# میرکوه وسطی
میرکوه وسطی یا میرکوه علی‌میرزا، روستایی از توابع بخش مرکزی شهرستان سرآب در استان آذربایجان شرقی ایران است.

## جمعیت
این روستا در دهستان رازلیق قرار دارد و براساس سرشماری مرکز آمار ایران در سال ۱۳۸۵، جمعیت آن ۱۲۲ نفر (۲۶ خانوار) بوده‌است.